# Hendrik Robrecht van der Marck

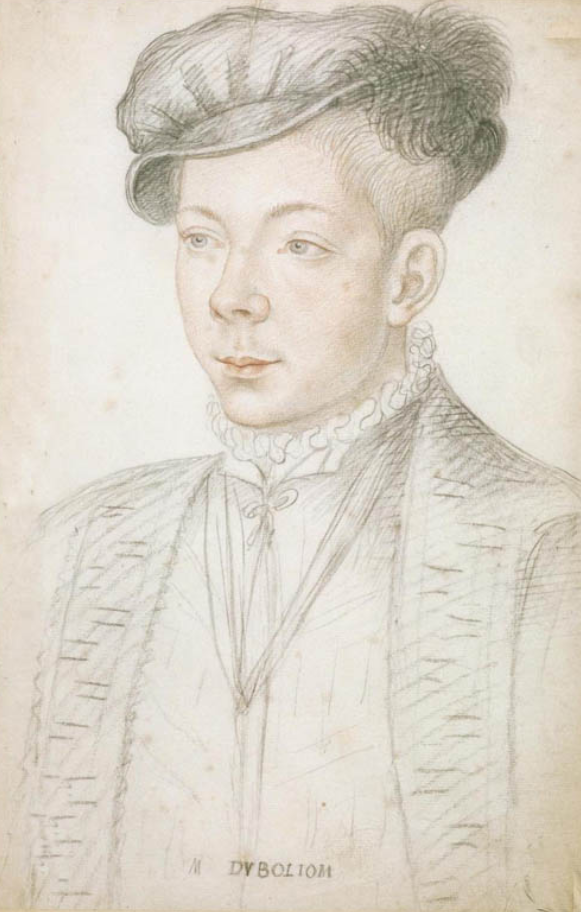
Portret ca. 1560

Hendrik Robrecht van der Marck (7 februari 1539 – 2 december 1574) was de tweede hertog van Bouillon en de eerste prins van Sedan. Hij was ook gouverneur van Normandië.

## Leven
Hij stamde uit een Franse lijn van het Huis van der Marck. Zijn vader was Robrecht IV van der Marck en zijn moeder Françoise de Brézé, gravin van Maulévrier. Toen zijn vader in 1556 gevangen werd genomen door keizer Karel V, nam hij het kapiteinschap van de koninklijke garde Cent-Suisses over, alsook het gouverneurschap van Normandië. Hoewel hij een zwaar losgeld betaalde, stierf zijn vader nog datzelfde jaar. Hij erfde diens bezittingen, waaronder het graafschap Braine. 
Door de Vrede van Cateau-Cambrésis (1559) moest hij het pas heroverde hertogdom Bouillon afstaan aan het prinsbisdom Luik, terwijl van de beloofde compensatie niets in huis zou komen. Naast financiële kreeg hij bovendien politieke perikelen toen koning Hendrik II in 1559 overleed en zijn beschermvrouw Diane de Poitiers in ongenade viel.
In 1559 trouwde Hendrik Robrecht van der Marck met Françoise de Bourbon-Vendôme. Blijkbaar onder haar invloed bekeerde hij zich eind 1562 tot het calvinisme. Als gevolg hiervan verloor hij zijn positie aan het hoofd van de Cent-Suisses. Financiële nood noopte hem in 1562 de baronie Bec Bresien te verkopen aan zijn oom Claude, hertog van Aumale. De band met het katholieke Huis Guise zou hem altijd verdacht maken in protestantse ogen. Hij bleef buiten de Hugenotenoorlog die dat jaar uitbrak.
Na het verlies van Bouillon noemde Hendrik Robrecht zich prins van Sedan. Hij verklaarde dit soevereine vorstendom tot een simultaneum waar katholieken en protestanten publiek en op gelijke voet hun geloof konden uitoefenen. Kerken werden alternerend gebruikt door beide geloofsgemeenschappen. De stad werd een toevluchtsoord voor protestanten, die in de naburige gewesten werden vervolgd. Vanwege de oorlogen liet de prins Sedan versterken door de ingenieur Jean Errard. Op politiek vlak probeerde hij de invloed van de staten te verminderen.
Doorgaans werd de houding van de prins meer bepaald door dynastieke en politieke belangen dan door zijn geloofsovertuiging. Hij probeerde de onafhankelijkheid van zijn territoria uit te breiden en tegelijkertijd een positie aan het hof te verwerven. In de jaren 1560 hield hij zich afzijdig van de militante hugenoten.
Zelden bezocht hij Normandië. Zijn reis naar Dieppe in 1558 om de versterkingen te verbeteren, was uitzonderlijk. Hij slaagde er dan ook niet in om aanhangers te verkrijgen in de regio. Zijn invloed bleef in wezen beperkt tot Caen. In 1562 keerden Rouen en een deel van het land zich op religieuze gronden tegen hem, maar het grootste deel van de  adel steunde hem. Er volgden burgeroorlogachtige conflicten, met bijbehorende verschrikkingen, voordat koninklijke troepen Rouen innamen en de orde herstelden. De hertog vroeg de koning om clementie, maar moest het kasteel van Caen verlaten. Hoewel hij in naam gouverneur bleef, verloor hij alle macht in Normandië. Slechts dankzij de tussenkomst van zijn schoonvader Lodewijk III van Bourbon-Vendôme zag de koning af van verdere straffen. 
In 1566 smeedde hij plannen met Porcien om koning Filips II van Spanje te bestrijden in de Spaanse Nederlanden. Zijn schoonvader organiseerde een religieuze discussie, in de vergeefse hoop zijn dochter en de prins terug te winnen voor het katholicisme. In 1572 was hij in Parijs tijdens de Bartholomeusnacht en kon hij alleen zijn leven redden door te beloven weer katholiek te worden. Aan die belofte gaf hij geen uitvoering. Niettemin nam hij aan de zijde van de koning deel aan het beleg van La Rochelle in 1573. Tegelijk bleef Sedan een basis van hugenoten. Een koninklijke boodschapper kwam aandringen dat hij zich niet zou alliëren met Lodewijk van Nassau.
Geplaagd door een pijnlijke ziekte, drong hij bij zijn artsen aan op een middel om zijn lijden te verminderen of te bekorten. De geneesheer die het toediende en de verlangde dood deed intreden, werd naderhand door de soevereine raad van Sedan ter dood veroordeeld. In protestantse kringen verspreidde zich het gerucht dat de prins op instigatie van Catharina de' Medici door gif was omgebracht, maar daarvoor is er geen bewijs.

## Familie
Uit zijn huwelijk met Françoise de Bourbon-Vendôme had hij zeven kinderen:
- Françoise (*/† 1561)
- Françoise (*/† 1562)
- Guillaume-Robert de La Marck (1563-1588), hertog van Bouillon en prins van Sedan
- Jean (1565-1587), graaf de La Marck
- Françoise (*/† 1567)
- Henri-Robert (geboren 24 november 1571, jonggestorven)
- Charlotte de La Marck (1574-1594), hertogin van Bouillon en prinses van Sedan

## Voetnoten
1. ↑  Jean Baptiste Prégnon, Histoire du pays et de la ville de Sedan, vol. 1, 1856, p. 179

- Bibliothèque nationale de France: cb178250097 (data)
- Gemeinsame Normdatei: 1055629874
- Système universitaire de documentation: 283729074
- Virtual International Authority File: 5111156497230417740002